# 莫红乡
莫红乡，是中华人民共和国四川省凉山彝族自治州雷波县下辖的一个乡镇级行政单位。2020年6月，撤销坪头乡、克觉乡，将原坪头乡、原克觉乡和原一车乡踏清村、塔古村、瓦古村、恩阿洛村所属行政区域划归莫红乡管辖。

## 行政区划
莫红乡下辖以下地区：
莫红村、千拖村、达觉村、马处哈村和九口村。